# Всеведение
Всеведение или всезнание — способность знать всё бесконечно или, по крайней мере, всё, что можно узнать о характере (включая мысли), чувствах, жизни, Вселенной и так далее.
В монотеизме всеведение приписывается Богу как один из божественных атрибутов. Бог Библии часто упоминается как «Я есмь Сущий» среди других имён, которые также подразумевают его вездесущность и всемогущество. Эта концепция входит и в Коран, где Бог называется Аль-Алим. Это масдар (отглагольное существительное) глагола «alema», который означает «знать». В индуизме «всеведущий» или «всезнающий» (санскр. सर्वग्य), «всемогущий», или «всё в состоянии» (санскр. सर्व समर्थ), и «вездесущий», или «всепроникающий» (санскр. सर्व व्यापि), являются атрибутами божественности, или духовного совершенства.

## Определение
Существует различие между:
- ингерентное всеведение — способность знать всё, что пожелаешь, и что возможно познать.
- полное всеведение — действительное знание всего, что может быть познано.

Некоторые[кто?] современные богословы утверждают, что всеведение Бога ингерентно, а не полное, и что Бог выбирает для ограничения своего всеведения, чтобы сохранить свободу воли и достоинство своего бытия.

## Противоречия
Всемогущество (неограниченная власть) подразумевает наличие способности знать всё, что будет.
Нонтеизм часто утверждает, что само понятие всеведения изначально противоречиво.
Вопрос о совместимости всеведения и свободы воли человека часто обсуждается теистами и философами.
Аргумент о несовместимости божественного предвидения со свободой воли человека известен как теологический фатализм.
В общем случае, если люди по-настоящему могут выбирать между различными альтернативами, это очень трудно понять, как Бог может знать, что это будет за выбор. Существуют различные ответы на этот вопрос.

## Эсхатологическое всеведение
- «Земля будет наполнена ведением Господа, как воды наполняют море» (Ис. 11:9).
- «Зло истребится, и исчезнет лукавство; процветёт вера, побеждено будет растление, явится Истина» (3Езд. 6:25)